# John Paintsil
John Paintsil (Berekum, 15 de junho de 1981) é um ex-futebolista ganês que disputou a Copa do Mundo FIFA de 2006 e a Copa do Mundo FIFA 2010, atuava como zagueiro e lateral.

## Carreira
Paintsil representou a Seleção Ganesa de Futebol nas Olimpíadas de 2004.

### Polêmica
Na Copa do Mundo de 2006, na Alemanha, Paintsil participou de um dos lances mais polêmicos da competição, ao comemorar os gols de seu time contra a República Tcheca com uma bandeira israelense. No fim da partida, o jogador argumentou dizendo que queria prestar uma homenagem ao país que o acolheu. A FIFA optou por não suspendê-lo pela atitude.

## Títulos
Gana
- Campeonato Africano das Nações: 2008 3º Lugar.